# James Arthur (Sänger)/Auszeichnungen für Musikverkäufe

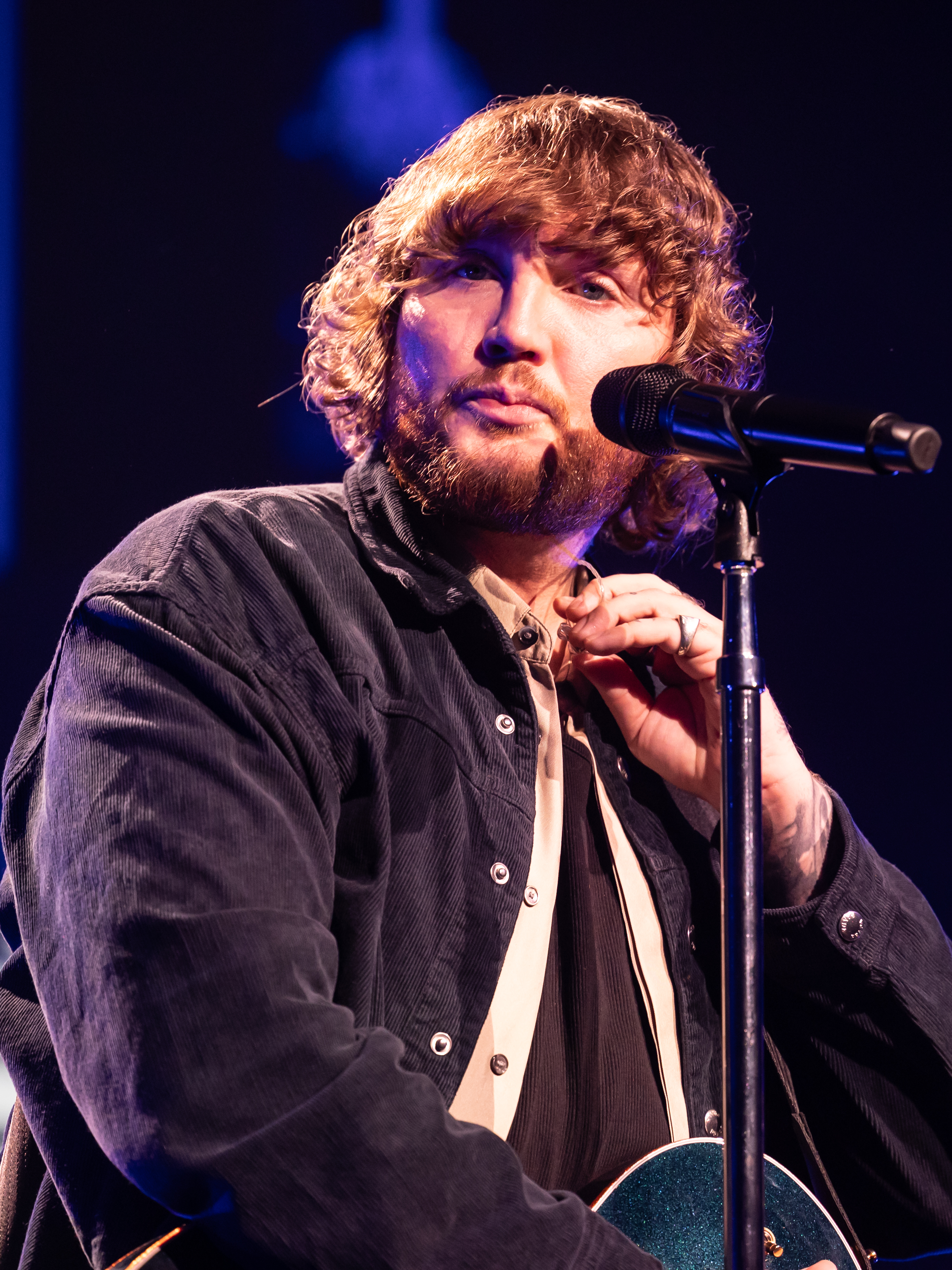
James Arthur bei den NRJ Music Awards (2023)

Dies ist eine Übersicht über die Auszeichnungen für Musikverkäufe des britischen Sängers und Musikers James Arthur. Die Auszeichnungen finden sich nach ihrer Art (Gold, Platin usw.), nach Staaten getrennt in chronologischer Reihenfolge, geordnet sowie nach den Tonträgern selbst, ebenfalls in chronologischer Reihenfolge, getrennt nach Medium (Alben, Singles usw.), wieder.

## Auszeichnungen
| - Vereinigtes Königreich - 2015: für die Single You’re Nobody ’til Somebody Loves You - 2020: für die Single Nobody - 2020: für die Single You Deserve Better - 2021: für die Single Quite Miss Home - 2022: für die Single Medicine - 2023: für die Single September - 2023: für das Lied Certain Things - 2024: für das Album It’ll All Make Sense in the End - 2025: für das Album Bitter Sweet Love - Australien - 2018: für die Single Naked - Belgien - 2021: für die Single Train Wreck - Brasilien - 2021: für das Lied Supposed - 2021: für die Single You Can Cry - 2021: für die Single Quite Miss Home - 2022: für die Single Medicine - 2022: für die Single Safe Inside - 2022: für die Single September - 2023: für das Album James Arthur - 2024: für die Single Nobody - Dänemark - 2020: für die Single Nobody - 2020: für das Album James Arthur - 2021: für die Single Falling Like the Stars - 2021: für die Single Rewrite The Stars - 2023: für das Album You - 2023: für die Single Lasting Lover - 2024: für die Single Empty Space - Deutschland - 2021: für die Single Sun Comes Up - 2023: für die Single Train Wreck - Frankreich - 2013: für die Single Impossible - 2021: für das Album Back from the Edge - 2023: für die Single Naked - 2024: für die Single Car’s Outside - Irland - 2013: für das Album James Arthur - Italien - 2019: für die Single Can I Be Him - 2021: für die Single Rewrite The Stars - 2023: für das Album Back from the Edge - 2024: für die Single Car’s Outside - Kanada - 2024: für die Single Safe Inside - 2024: für die Single September - 2024: für das Album You - Mexiko - 2022: für das Album Back from the Edge - 2024: für die Single Falling Like the Stars - Neuseeland - 2021: für die Single Lasting Lover - 2022: für das Album You - Norwegen - 2022: für die Single Nobody - Österreich - 2013: für die Single Impossible - 2025: für die Single Car’s Outside - Polen - 2016: für die Single Let Me Love the Lonely - 2019: für die Single Naked - 2021: für die Single Falling Like the Stars - 2021: für die Single Lasting Lover - 2022: für die Single Train Wreck - 2022: für die Single Sun Comes Up - 2023: für das Album You - 2024: für die Single Car’s Outside - 2024: für die Single Rewrite The Stars - 2024: für die Single Can I Be Him - Portugal - 2021: für die Single Train Wreck - Schweden - 2018: für die Single Naked - 2020: für die Single Train Wreck - 2022: für die Single Nobody - Schweiz - 2019: für die Single Falling Like the Stars - 2020: für das Album You - 2024: für die Single Questions - Spanien - 2013: für das Streaming Impossible - 2024: für die Single Can I Be Him - 2024: für die Single Falling Like the Stars - 2024: für die Single Rewrite The Stars - 2024: für die Single Train Wreck - 2024: für die Single Car’s Outside - Ungarn - 2023: für die Single Questions - 2024: für die Single Work With My Love - Vereinigte Staaten - 2019: für die Single Naked - 2020: für die Single Rewrite The Stars - 2023: für die Single Lasting Lover - Vereinigtes Königreich - 2020: für das Album You - 2025: für die Single Car’s Outside | - Australien - 2021: für die Single Train Wreck - Belgien - 2014: für die Single Impossible - 2021: für das Album Back from the Edge - Brasilien - 2021: für die Single Empty Space - Dänemark - 2020: für die Single Naked - 2021: für die Single Impossible - 2022: für die Single Can I Be Him - 2023: für die Single Train Wreck - Deutschland - 2023: für die Single Naked - Frankreich - 2025: für die Single Train Wreck - Italien - 2014: für die Single Impossible - 2019: für die Single Naked - Kanada - 2022: für die Single Lasting Lover - 2024: für die Single Empty Space - 2024: für die Single Car’s Outside - Neuseeland - 2019: für die Single Sun Comes Up - 2021: für die Single Naked - 2022: für das Album James Arthur - Niederlande - 2021: für das Album Back from the Edge - Norwegen - 2020: für das Album You - 2020: für die Single Rewrite The Stars - Polen - 2024: für das Album Back from the Edge - Portugal - 2019: für die Single Impossible - 2021: für die Single Falling Like the Stars - 2021: für die Single Rewrite The Stars - Russland - 2021: für das Album Back from the Edge - Schweden - 2013: für die Single Impossible - Schweiz - 2017: für die Single Say You Won’t Let Go - 2018: für die Single Naked - 2021: für die Single Train Wreck - 2021: für das Album Back from the Edge - Singapur - 2017: für die Single Say You Won’t Let Go - 2019: für das Album You - Spanien - 2024: für die Single Impossible - 2024: für die Single Naked - Taiwan - 2021: für das Album Back from the Edge - Thailand - 2021: für das Album Back from the Edge - Ungarn - 2021: für das Album Back from the Edge - Vereinigte Staaten - 2021: für die Single Train Wreck - 2021: für das Album Back from the Edge - Vereinigtes Königreich - 2017: für das Album Back from the Edge - 2017: für das Album James Arthur - 2018: für die Single Sun Comes Up - 2020: für die Single Naked - 2020: für die Single Rewrite The Stars - 2020: für die Single Can I Be Him - 2021: für die Single Train Wreck - 2022: für die Single Empty Space - 2022: für die Single Lasting Lover - 2023: für die Single Falling Like the Stars - 2024: für die Single Safe Inside | - Australien - 2020: für die Single Sun Comes Up - 2021: für die Single Lasting Lover - 2021: für das Album Back from the Edge - Belgien - 2021: für die Single Say You Won’t Let Go - Brasilien - 2023: für das Album Back from the Edge - 2023: für die Single Work With My Love - Deutschland - 2023: für die Single Say You Won’t Let Go - Irland - 2021: für das Album Back from the Edge - Kanada - 2021: für das Album Back from the Edge - 2024: für die Single Naked - 2024: für die Single Falling Like the Stars - 2024: für die Single Can I Be Him - Malaysia - 2021: für das Album Back from the Edge - Neuseeland - 2022: für die Single Can I Be Him - Polen - 2017: für die Single Say You Won’t Let Go - 2024: für das Album James Arthur - Portugal - 2020: für die Single Naked - Schweiz - 2013: für die Single Impossible - Singapur - 2021: für das Album Back from the Edge - Südkorea - 2021: für das Album Back from the Edge - Tschechien - 2021: für das Album Back from the Edge - Türkei - 2021: für das Album Back from the Edge - Brasilien - 2023: für das Album You - 2023: für die Single Can I Be Him - 2023: für die Single Car’s Outside - 2023: für die Single Train Wreck - Dänemark - 2025: für das Album Back from the Edge - Deutschland - 2023: für die Single Impossible - GCC - 2021: für das Album Back from the Edge - Indonesien - 2021: für das Album Back from the Edge - Italien - 2018: für die Single Say You Won’t Let Go - Kanada - 2024: für die Single Impossible - 2024: für die Single Train Wreck - Neuseeland - 2023: für das Album Back from the Edge - Norwegen - 2021: für das Album Back from the Edge - Österreich - 2024: für die Single Say You Won’t Let Go - Philippinen - 2021: für das Album Back from the Edge - Schweden - 2021: für das Album Back from the Edge - Mexiko - 2022: für die Single Say You Won’t Let Go - Indien - 2021: für das Album Back from the Edge - Neuseeland - 2016: für die Single Impossible - Spanien - 2024: für die Single Say You Won’t Let Go - Vereinigtes Königreich - 2024: für die Single Impossible - Australien - 2014: für die Single Impossible - Dänemark - 2024: für die Single Say You Won’t Let Go - Portugal - 2024: für die Single Say You Won’t Let Go - Schweden - 2017: für die Single Say You Won’t Let Go - Vereinigtes Königreich - 2025: für die Single Say You Won’t Let Go - Neuseeland - 2025: für die Single Say You Won’t Let Go - Australien - 2024: für die Single Say You Won’t Let Go - Brasilien - 2022: für die Single Falling Like the Stars - 2022: für die Single Impossible - Frankreich - 2020: für die Single Say You Won’t Let Go - Kanada - 2020: für die Single Say You Won’t Let Go - Vereinigte Staaten - 2023: für die Single Say You Won’t Let Go - Brasilien - 2022: für die Single Naked - Brasilien - 2022: für die Single Say You Won’t Let Go |

## Auszeichnungen nach Alben

### James Arthur
| Land/Region                  | Auszeichnungen für Musikverkäufe (Land/Region, Auszeichnung, Verkäufe) | Verkäufe |
| ---------------------------- | ---------------------------------------------------------------------- | -------- |
| Brasilien (PMB)              | Gold                                                                   | 20.000   |
| Dänemark (IFPI)              | Gold                                                                   | 10.000   |
| Irland (IRMA)                | Gold                                                                   | 7.500    |
| Neuseeland (RMNZ)            | Platin                                                                 | 15.000   |
| Polen (ZPAV)                 | 2× Platin                                                              | 40.000   |
| Vereinigtes Königreich (BPI) | Platin                                                                 | 300.000  |
| Insgesamt                    | 3× Gold · 4× Platin ·                                                  | 392.500  |

### Back from the Edge
| Land/Region                  | Auszeichnungen für Musikverkäufe (Land/Region, Auszeichnung, Verkäufe) | Verkäufe  |
| ---------------------------- | ---------------------------------------------------------------------- | --------- |
| Australien (ARIA)            | 2× Platin                                                              | 140.000   |
| Belgien (BRMA)               | Platin                                                                 | 30.000    |
| Brasilien (PMB)              | 2× Platin                                                              | 80.000    |
| Dänemark (IFPI)              | 3× Platin                                                              | 60.000    |
| Frankreich (SNEP)            | Gold                                                                   | 50.000    |
| Golf-Kooperationsrat (IFPI)  | 3× Platin                                                              | 18.000    |
| Indien (IMI)                 | 4× Platin                                                              | 120.000   |
| Indonesien (ASIRI)           | 3× Platin                                                              | 30.000    |
| Irland (IRMA)                | 2× Platin                                                              | 30.000    |
| Italien (FIMI)               | Gold                                                                   | 25.000    |
| Kanada (MC)                  | 2× Platin                                                              | 160.000   |
| Malaysia (RIM)               | 2× Platin                                                              | 20.000    |
| Mexiko (AMPROFON)            | Gold                                                                   | 30.000    |
| Neuseeland (RMNZ)            | 3× Platin                                                              | 45.000    |
| Niederlande (NVPI)           | Platin                                                                 | 40.000    |
| Norwegen (IFPI)              | 3× Platin                                                              | 60.000    |
| Philippinen (PARI)           | 3× Platin                                                              | 45.000    |
| Polen (ZPAV)                 | Platin                                                                 | 20.000    |
| Russland (NFPF)              | Platin                                                                 | 10.000    |
| Schweden (IFPI)              | Platin                                                                 | 90.000    |
| Schweiz (IFPI)               | Platin                                                                 | 20.000    |
| Singapur (RIAS)              | 2× Platin                                                              | 20.000    |
| Südkorea (KMCA)              | 2× Platin                                                              | 20.000    |
| Tschechien (IFPI)            | 2× Platin                                                              | 10.000    |
| Taiwan (RIT)                 | Platin                                                                 | 10.000    |
| Thailand (TECA)              | Platin                                                                 | 10.000    |
| Türkei (Mü-YAP)              | 2× Platin                                                              | 10.000    |
| Ungarn (MAHASZ)              | Platin                                                                 | 2.000     |
| Vereinigte Staaten (RIAA)    | Platin                                                                 | 1.000.000 |
| Vereinigtes Königreich (BPI) | Platin                                                                 | 300.000   |
| Insgesamt                    | 3× Gold · 53× Platin ·                                                 | 2.505.000 |

### You
| Land/Region                  | Auszeichnungen für Musikverkäufe (Land/Region, Auszeichnung, Verkäufe) | Verkäufe |
| ---------------------------- | ---------------------------------------------------------------------- | -------- |
| Brasilien (PMB)              | 3× Platin                                                              | 120.000  |
| Dänemark (IFPI)              | Gold                                                                   | 10.000   |
| Kanada (MC)                  | Gold                                                                   | 40.000   |
| Neuseeland (RMNZ)            | Gold                                                                   | 7.500    |
| Norwegen (IFPI)              | Platin                                                                 | 20.000   |
| Polen (ZPAV)                 | Gold                                                                   | 10.000   |
| Schweiz (IFPI)               | Gold                                                                   | 10.000   |
| Singapur (RIAS)              | Platin                                                                 | 10.000   |
| Vereinigtes Königreich (BPI) | Gold                                                                   | 100.000  |
| Insgesamt                    | 6× Gold · 5× Platin ·                                                  | 327.500  |

### It’ll All Make Sense in the End
| Land/Region                  | Auszeichnungen für Musikverkäufe (Land/Region, Auszeichnung, Verkäufe) | Verkäufe |
| ---------------------------- | ---------------------------------------------------------------------- | -------- |
| Vereinigtes Königreich (BPI) | Silber                                                                 | 60.000   |
| Insgesamt                    | 1× Silber ·                                                            | 60.000   |

### Bitter Sweet Love
| Land/Region                  | Auszeichnungen für Musikverkäufe (Land/Region, Auszeichnung, Verkäufe) | Verkäufe |
| ---------------------------- | ---------------------------------------------------------------------- | -------- |
| Vereinigtes Königreich (BPI) | Silber                                                                 | 60.000   |
| Insgesamt                    | 1× Silber ·                                                            | 60.000   |

## Auszeichnungen nach Singles

### Impossible
| Land/Region                  | Auszeichnungen für Musikverkäufe (Land/Region, Auszeichnung, Verkäufe) | Verkäufe  |
| ---------------------------- | ---------------------------------------------------------------------- | --------- |
| Australien (ARIA)            | 5× Platin                                                              | 350.000   |
| Belgien (BRMA)               | Platin                                                                 | 40.000    |
| Brasilien (PMB)              | Diamant                                                                | 250.000   |
| Dänemark (IFPI)              | Platin                                                                 | 90.000    |
| Deutschland (BVMI)           | 3× Platin                                                              | 900.000   |
| Frankreich (SNEP)            | Gold                                                                   | 128.400   |
| Italien (FIMI)               | Platin                                                                 | 30.000    |
| Kanada (MC)                  | 3× Platin                                                              | 240.000   |
| Neuseeland (RMNZ)            | 4× Platin                                                              | 60.000    |
| Österreich (IFPI)            | Gold                                                                   | 15.000    |
| Portugal (AFP)               | Platin                                                                 | 10.000    |
| Schweden (IFPI)              | Platin                                                                 | 40.000    |
| Schweiz (IFPI)               | 2× Platin                                                              | 60.000    |
| Spanien (Promusicae)         | Platin                                                                 | 60.000    |
| Vereinigtes Königreich (BPI) | 4× Platin                                                              | 2.400.000 |
| Insgesamt                    | 2× Gold · 27× Platin · 1× Diamant ·                                    | 4.673.400 |

### You’re Nobody ’til Somebody Loves You
| Land/Region                  | Auszeichnungen für Musikverkäufe (Land/Region, Auszeichnung, Verkäufe) | Verkäufe |
| ---------------------------- | ---------------------------------------------------------------------- | -------- |
| Vereinigtes Königreich (BPI) | Silber                                                                 | 200.000  |
| Insgesamt                    | 1× Silber ·                                                            | 200.000  |

### Say You Won’t Let Go
| Land/Region                  | Auszeichnungen für Musikverkäufe (Land/Region, Auszeichnung, Verkäufe) | Verkäufe   |
| ---------------------------- | ---------------------------------------------------------------------- | ---------- |
| Australien (ARIA)            | 19× Platin                                                             | 1.330.000  |
| Belgien (BRMA)               | 2× Platin                                                              | 80.000     |
| Brasilien (PMB)              | 3× Diamant                                                             | 750.000    |
| Dänemark (IFPI)              | 5× Platin                                                              | 450.000    |
| Deutschland (BVMI)           | 2× Platin                                                              | 800.000    |
| Frankreich (SNEP)            | Diamant                                                                | 333.333    |
| Italien (FIMI)               | 3× Platin                                                              | 150.000    |
| Kanada (MC)                  | Diamant                                                                | 800.000    |
| Mexiko (AMPROFON)            | 7× Gold                                                                | 210.000    |
| Neuseeland (RMNZ)            | 10× Platin                                                             | 300.000    |
| Österreich (IFPI)            | 3× Platin                                                              | 90.000     |
| Polen (ZPAV)                 | 2× Platin                                                              | 40.000     |
| Portugal (AFP)               | 6× Platin                                                              | 60.000     |
| Schweden (IFPI)              | 7× Platin                                                              | 280.000    |
| Schweiz (IFPI)               | Platin                                                                 | 20.000     |
| Singapur (RIAS)              | Platin                                                                 | 10.000     |
| Spanien (Promusicae)         | 4× Platin                                                              | 240.000    |
| Vereinigte Staaten (RIAA)    | Diamant                                                                | 10.000.000 |
| Vereinigtes Königreich (BPI) | 7× Platin                                                              | 4.200.000  |
| Insgesamt                    | 1× Gold · 75× Platin · 6× Diamant ·                                    | 20.143.333 |

### Let Me Love the Lonely
| Land/Region  | Auszeichnungen für Musikverkäufe (Land/Region, Auszeichnung, Verkäufe) | Verkäufe |
| ------------ | ---------------------------------------------------------------------- | -------- |
| Polen (ZPAV) | Gold                                                                   | 10.000   |
| Insgesamt    | 1× Gold ·                                                              | 10.000   |

### Safe Inside
| Land/Region                  | Auszeichnungen für Musikverkäufe (Land/Region, Auszeichnung, Verkäufe) | Verkäufe |
| ---------------------------- | ---------------------------------------------------------------------- | -------- |
| Brasilien (PMB)              | Gold                                                                   | 20.000   |
| Kanada (MC)                  | Gold                                                                   | 40.000   |
| Vereinigtes Königreich (BPI) | Platin                                                                 | 600.000  |
| Insgesamt                    | 2× Gold · 1× Platin ·                                                  | 660.000  |

### Can I Be Him
| Land/Region                  | Auszeichnungen für Musikverkäufe (Land/Region, Auszeichnung, Verkäufe) | Verkäufe  |
| ---------------------------- | ---------------------------------------------------------------------- | --------- |
| Brasilien (PMB)              | 3× Platin                                                              | 120.000   |
| Dänemark (IFPI)              | Platin                                                                 | 90.000    |
| Italien (FIMI)               | Gold                                                                   | 25.000    |
| Kanada (MC)                  | 2× Platin                                                              | 160.000   |
| Neuseeland (RMNZ)            | 2× Platin                                                              | 60.000    |
| Polen (ZPAV)                 | Gold                                                                   | 25.000    |
| Spanien (Promusicae)         | Gold                                                                   | 30.000    |
| Vereinigtes Königreich (BPI) | Platin                                                                 | 600.000   |
| Insgesamt                    | 3× Gold · 9× Platin ·                                                  | 1.110.000 |

### Bridge over Troubled Water
| Land/Region                  | Auszeichnungen für Musikverkäufe (Land/Region, Auszeichnung, Verkäufe) | Verkäufe |
| ---------------------------- | ---------------------------------------------------------------------- | -------- |
| Vereinigtes Königreich (BPI) | Silber                                                                 | 200.000  |
| Insgesamt                    | 1× Silber ·                                                            | 200.000  |

### Sun Comes Up
| Land/Region                  | Auszeichnungen für Musikverkäufe (Land/Region, Auszeichnung, Verkäufe) | Verkäufe |
| ---------------------------- | ---------------------------------------------------------------------- | -------- |
| Australien (ARIA)            | 2× Platin                                                              | 140.000  |
| Deutschland (BVMI)           | Gold                                                                   | 200.000  |
| Neuseeland (RMNZ)            | Platin                                                                 | 30.000   |
| Polen (ZPAV)                 | Gold                                                                   | 25.000   |
| Vereinigtes Königreich (BPI) | Platin                                                                 | 600.000  |
| Insgesamt                    | 2× Gold · 4× Platin ·                                                  | 995.000  |

### Naked
| Land/Region                  | Auszeichnungen für Musikverkäufe (Land/Region, Auszeichnung, Verkäufe) | Verkäufe  |
| ---------------------------- | ---------------------------------------------------------------------- | --------- |
| Australien (ARIA)            | Gold                                                                   | 35.000    |
| Brasilien (PMB)              | 2× Diamant                                                             | 320.000   |
| Dänemark (IFPI)              | Platin                                                                 | 90.000    |
| Deutschland (BVMI)           | Platin                                                                 | 400.000   |
| Frankreich (SNEP)            | Gold                                                                   | 100.000   |
| Italien (FIMI)               | Platin                                                                 | 50.000    |
| Kanada (MC)                  | 2× Platin                                                              | 160.000   |
| Neuseeland (RMNZ)            | Platin                                                                 | 30.000    |
| Polen (ZPAV)                 | Gold                                                                   | 10.000    |
| Portugal (AFP)               | 2× Platin                                                              | 20.000    |
| Schweden (IFPI)              | Gold                                                                   | 40.000    |
| Schweiz (IFPI)               | Platin                                                                 | 20.000    |
| Spanien (Promusicae)         | Platin                                                                 | 60.000    |
| Vereinigte Staaten (RIAA)    | Gold                                                                   | 500.000   |
| Vereinigtes Königreich (BPI) | Platin                                                                 | 600.000   |
| Insgesamt                    | 5× Gold · 11× Platin · 2× Diamant ·                                    | 2.435.000 |

### You Can Cry
| Land/Region     | Auszeichnungen für Musikverkäufe (Land/Region, Auszeichnung, Verkäufe) | Verkäufe |
| --------------- | ---------------------------------------------------------------------- | -------- |
| Brasilien (PMB) | Gold                                                                   | 20.000   |
| Insgesamt       | 1× Gold ·                                                              | 20.000   |

### You Deserve Better
| Land/Region                  | Auszeichnungen für Musikverkäufe (Land/Region, Auszeichnung, Verkäufe) | Verkäufe |
| ---------------------------- | ---------------------------------------------------------------------- | -------- |
| Vereinigtes Königreich (BPI) | Silber                                                                 | 200.000  |
| Insgesamt                    | 1× Silber ·                                                            | 200.000  |

### Empty Space
| Land/Region                  | Auszeichnungen für Musikverkäufe (Land/Region, Auszeichnung, Verkäufe) | Verkäufe |
| ---------------------------- | ---------------------------------------------------------------------- | -------- |
| Brasilien (PMB)              | Platin                                                                 | 40.000   |
| Dänemark (IFPI)              | Gold                                                                   | 45.000   |
| Kanada (MC)                  | Platin                                                                 | 80.000   |
| Vereinigtes Königreich (BPI) | Platin                                                                 | 600.000  |
| Insgesamt                    | 1× Gold · 3× Platin ·                                                  | 765.000  |

### Rewrite the Stars
| Land/Region                  | Auszeichnungen für Musikverkäufe (Land/Region, Auszeichnung, Verkäufe) | Verkäufe  |
| ---------------------------- | ---------------------------------------------------------------------- | --------- |
| Dänemark (IFPI)              | Gold                                                                   | 45.000    |
| Italien (FIMI)               | Gold                                                                   | 35.000    |
| Norwegen (IFPI)              | Platin                                                                 | 60.000    |
| Polen (ZPAV)                 | Gold                                                                   | 25.000    |
| Portugal (AFP)               | Platin                                                                 | 10.000    |
| Spanien (Promusicae)         | Gold                                                                   | 30.000    |
| Vereinigte Staaten (RIAA)    | Gold                                                                   | 500.000   |
| Vereinigtes Königreich (BPI) | Platin                                                                 | 600.000   |
| Insgesamt                    | 5× Gold · 3× Platin ·                                                  | 1.305.000 |

### Nobody
| Land/Region                  | Auszeichnungen für Musikverkäufe (Land/Region, Auszeichnung, Verkäufe) | Verkäufe |
| ---------------------------- | ---------------------------------------------------------------------- | -------- |
| Brasilien (PMB)              | Gold                                                                   | 20.000   |
| Dänemark (IFPI)              | Gold                                                                   | 45.000   |
| Norwegen (IFPI)              | Gold                                                                   | 30.000   |
| Schweden (IFPI)              | Gold                                                                   | 40.000   |
| Vereinigtes Königreich (BPI) | Silber                                                                 | 200.000  |
| Insgesamt                    | 1× Silber · 4× Gold ·                                                  | 335.000  |

### Falling Like the Stars
| Land/Region                  | Auszeichnungen für Musikverkäufe (Land/Region, Auszeichnung, Verkäufe) | Verkäufe  |
| ---------------------------- | ---------------------------------------------------------------------- | --------- |
| Brasilien (PMB)              | Diamant                                                                | 160.000   |
| Dänemark (IFPI)              | Gold                                                                   | 45.000    |
| Kanada (MC)                  | 2× Platin                                                              | 160.000   |
| Mexiko (AMPROFON)            | Gold                                                                   | 30.000    |
| Polen (ZPAV)                 | Gold                                                                   | 10.000    |
| Portugal (AFP)               | Platin                                                                 | 10.000    |
| Schweiz (IFPI)               | Gold                                                                   | 10.000    |
| Spanien (Promusicae)         | Gold                                                                   | 30.000    |
| Vereinigtes Königreich (BPI) | Platin                                                                 | 600.000   |
| Insgesamt                    | 5× Gold · 4× Platin · 1× Diamant ·                                     | 1.055.000 |

### Quite Miss Home
| Land/Region                  | Auszeichnungen für Musikverkäufe (Land/Region, Auszeichnung, Verkäufe) | Verkäufe |
| ---------------------------- | ---------------------------------------------------------------------- | -------- |
| Brasilien (PMB)              | Gold                                                                   | 20.000   |
| Vereinigtes Königreich (BPI) | Silber                                                                 | 200.000  |
| Insgesamt                    | 1× Silber · 1× Gold ·                                                  | 220.000  |

### Lasting Lover
| Land/Region                  | Auszeichnungen für Musikverkäufe (Land/Region, Auszeichnung, Verkäufe) | Verkäufe  |
| ---------------------------- | ---------------------------------------------------------------------- | --------- |
| Australien (ARIA)            | 2× Platin                                                              | 140.000   |
| Dänemark (IFPI)              | Gold                                                                   | 45.000    |
| Kanada (MC)                  | Platin                                                                 | 80.000    |
| Neuseeland (RMNZ)            | Gold                                                                   | 15.000    |
| Polen (ZPAV)                 | Gold                                                                   | 10.000    |
| Vereinigte Staaten (RIAA)    | Gold                                                                   | 500.000   |
| Vereinigtes Königreich (BPI) | Platin                                                                 | 600.000   |
| Insgesamt                    | 4× Gold · 4× Platin ·                                                  | 1.390.000 |

### Train Wreck
| Land/Region                  | Auszeichnungen für Musikverkäufe (Land/Region, Auszeichnung, Verkäufe) | Verkäufe  |
| ---------------------------- | ---------------------------------------------------------------------- | --------- |
| Australien (ARIA)            | Platin                                                                 | 70.000    |
| Belgien (BRMA)               | Gold                                                                   | 20.000    |
| Brasilien (PMB)              | 3× Platin                                                              | 120.000   |
| Dänemark (IFPI)              | Platin                                                                 | 90.000    |
| Deutschland (BVMI)           | Gold                                                                   | 200.000   |
| Frankreich (SNEP)            | Platin                                                                 | 200.000   |
| Kanada (MC)                  | 3× Platin                                                              | 240.000   |
| Polen (ZPAV)                 | Gold                                                                   | 25.000    |
| Portugal (AFP)               | Gold                                                                   | 5.000     |
| Schweden (IFPI)              | Gold                                                                   | 40.000    |
| Schweiz (IFPI)               | Platin                                                                 | 20.000    |
| Spanien (Promusicae)         | Gold                                                                   | 30.000    |
| Vereinigte Staaten (RIAA)    | Platin                                                                 | 1.000.000 |
| Vereinigtes Königreich (BPI) | Platin                                                                 | 600.000   |
| Insgesamt                    | 6× Gold · 12× Platin ·                                                 | 2.660.000 |

### Medicine
| Land/Region                  | Auszeichnungen für Musikverkäufe (Land/Region, Auszeichnung, Verkäufe) | Verkäufe |
| ---------------------------- | ---------------------------------------------------------------------- | -------- |
| Brasilien (PMB)              | Gold                                                                   | 20.000   |
| Vereinigtes Königreich (BPI) | Silber                                                                 | 200.000  |
| Insgesamt                    | 1× Silber · 1× Gold ·                                                  | 220.000  |

### September
| Land/Region                  | Auszeichnungen für Musikverkäufe (Land/Region, Auszeichnung, Verkäufe) | Verkäufe |
| ---------------------------- | ---------------------------------------------------------------------- | -------- |
| Brasilien (PMB)              | Gold                                                                   | 20.000   |
| Kanada (MC)                  | Gold                                                                   | 40.000   |
| Vereinigtes Königreich (BPI) | Silber                                                                 | 200.000  |
| Insgesamt                    | 1× Silber · 2× Gold ·                                                  | 260.000  |

### Questions
| Land/Region     | Auszeichnungen für Musikverkäufe (Land/Region, Auszeichnung, Verkäufe) | Verkäufe |
| --------------- | ---------------------------------------------------------------------- | -------- |
| Schweiz (IFPI)  | Gold                                                                   | 10.000   |
| Ungarn (MAHASZ) | Gold                                                                   | 2.000    |
| Insgesamt       | 2× Gold ·                                                              | 12.000   |

### Car’s Outside
| Land/Region                  | Auszeichnungen für Musikverkäufe (Land/Region, Auszeichnung, Verkäufe) | Verkäufe |
| ---------------------------- | ---------------------------------------------------------------------- | -------- |
| Brasilien (PMB)              | 3× Platin                                                              | 120.000  |
| Frankreich (SNEP)            | Gold                                                                   | 100.000  |
| Italien (FIMI)               | Gold                                                                   | 50.000   |
| Kanada (MC)                  | Platin                                                                 | 80.000   |
| Österreich (IFPI)            | Gold                                                                   | 15.000   |
| Polen (ZPAV)                 | Gold                                                                   | 25.000   |
| Spanien (Promusicae)         | Gold                                                                   | 30.000   |
| Vereinigtes Königreich (BPI) | Gold                                                                   | 400.000  |
| Insgesamt                    | 6× Gold · 4× Platin ·                                                  | 820.000  |

### Work With My Love
| Land/Region     | Auszeichnungen für Musikverkäufe (Land/Region, Auszeichnung, Verkäufe) | Verkäufe |
| --------------- | ---------------------------------------------------------------------- | -------- |
| Brasilien (PMB) | 2× Platin                                                              | 160.000  |
| Ungarn (MAHASZ) | Gold                                                                   | 2.000    |
| Insgesamt       | 1× Gold · 2× Platin ·                                                  | 162.000  |

## Auszeichnungen nach Liedern

### Supposed
| Land/Region     | Auszeichnungen für Musikverkäufe (Land/Region, Auszeichnung, Verkäufe) | Verkäufe |
| --------------- | ---------------------------------------------------------------------- | -------- |
| Brasilien (PMB) | Gold                                                                   | 20.000   |
| Insgesamt       | 1× Gold ·                                                              | 20.000   |

### Certain Things
| Land/Region                  | Auszeichnungen für Musikverkäufe (Land/Region, Auszeichnung, Verkäufe) | Verkäufe |
| ---------------------------- | ---------------------------------------------------------------------- | -------- |
| Vereinigtes Königreich (BPI) | Silber                                                                 | 200.000  |
| Insgesamt                    | 1× Silber ·                                                            | 200.000  |

## Statistik und Quellen
| Land/RegionAuszeichnungen für Musikverkäufe (Land/Region, Auszeichnungen, Verkäufe, Quellen) | Silber       | Gold       | Platin         | Diamant       | Verkäufe   | Quellen                 |
| -------------------------------------------------------------------------------------------- | ------------ | ---------- | -------------- | ------------- | ---------- | ----------------------- |
| Australien (ARIA)                                                                            | —            | Gold1      | 31× Platin31   | —             | 2.205.000  | aria.com.au             |
| Belgien (BRMA)                                                                               | —            | Gold1      | 4× Platin4     | —             | 160.000    | ultratop.be             |
| Brasilien (PMB)                                                                              | —            | 8× Gold8   | 17× Platin17   | 7× Diamant7   | 2.400.000  | pro-musicabr.org.br BR2 |
| Dänemark (IFPI)                                                                              | —            | 7× Gold7   | 12× Platin12   | —             | 1.055.000  | ifpi.dk                 |
| Deutschland (BVMI)                                                                           | —            | 2× Gold2   | 6× Platin6     | —             | 2.350.000  | musikindustrie.de       |
| Frankreich (SNEP)                                                                            | —            | 4× Gold4   | Platin1        | Diamant1      | 911.733    | snepmusique.com FR2     |
| Golf-Kooperationsrat (IFPI)                                                                  | —            | —          | 3× Platin3     | —             | 18.000     | Einzelnachweise         |
| Indien (IMI)                                                                                 | —            | —          | 4× Platin4     | —             | 120.000    | Einzelnachweise         |
| Indonesien (ASIRI)                                                                           | —            | —          | 3× Platin3     | —             | 30.000     | Einzelnachweise         |
| Irland (IRMA)                                                                                | —            | Gold1      | 2× Platin2     | —             | 37.500     | irishcharts.ie          |
| Italien (FIMI)                                                                               | —            | 4× Gold4   | 5× Platin5     | —             | 365.000    | fimi.it                 |
| Kanada (MC)                                                                                  | —            | 3× Gold3   | 17× Platin17   | Diamant1      | 2.280.000  | musiccanada.com         |
| Malaysia (RIM)                                                                               | —            | —          | 2× Platin2     | —             | 20.000     | Einzelnachweise         |
| Mexiko (AMPROFON)                                                                            | —            | 3× Gold3   | 3× Platin3     | —             | 270.000    | amprofon.com.mx         |
| Neuseeland (RMNZ)                                                                            | —            | 2× Gold2   | 22× Platin22   | —             | 562.500    | radioscope.co.nz NZ2    |
| Niederlande (NVPI)                                                                           | —            | —          | Platin1        | —             | 40.000     | Einzelnachweise         |
| Norwegen (IFPI)                                                                              | —            | Gold1      | 5× Platin5     | —             | 170.000    | ifpi.no                 |
| Österreich (IFPI)                                                                            | —            | 2× Gold2   | 3× Platin3     | —             | 120.000    | ifpi.at                 |
| Philippinen (PARI)                                                                           | —            | —          | 3× Platin3     | —             | 45.000     | Einzelnachweise         |
| Polen (ZPAV)                                                                                 | —            | 10× Gold10 | 5× Platin5     | —             | 275.000    | olis.pl                 |
| Portugal (AFP)                                                                               | —            | Gold1      | 11× Platin11   | —             | 115.000    | Einzelnachweise         |
| Russland (NFPF)                                                                              | —            | —          | Platin1        | —             | 10.000     | Einzelnachweise         |
| Schweden (IFPI)                                                                              | —            | 3× Gold3   | 11× Platin11   | —             | 530.000    | sverigetopplistan.se    |
| Schweiz (IFPI)                                                                               | —            | 3× Gold3   | 6× Platin6     | —             | 170.000    | hitparade.ch            |
| Singapur (RIAS)                                                                              | —            | —          | 4× Platin4     | —             | 40.000     | rias.org.sg             |
| Spanien (Promusicae)                                                                         | —            | 6× Gold6   | 6× Platin6     | —             | 510.000    | elportaldemusica.es     |
| Südkorea (KMCA)                                                                              | —            | —          | 2× Platin2     | —             | 20.000     | Einzelnachweise         |
| Tschechien (IFPI)                                                                            | —            | —          | 2× Platin2     | —             | 10.000     | Einzelnachweise         |
| Taiwan (RIT)                                                                                 | —            | —          | Platin1        | —             | 10.000     | Einzelnachweise         |
| Thailand (TECA)                                                                              | —            | —          | Platin1        | —             | 10.000     | Einzelnachweise         |
| Türkei (Mü-YAP)                                                                              | —            | —          | 2× Platin2     | —             | 10.000     | Einzelnachweise         |
| Ungarn (MAHASZ)                                                                              | —            | 2× Gold2   | Platin1        | —             | 6.000      | slagerlistak.hu         |
| Vereinigte Staaten (RIAA)                                                                    | —            | 3× Gold3   | 2× Platin2     | Diamant1      | 13.500.000 | riaa.com                |
| Vereinigtes Königreich (BPI)                                                                 | 10× Silber10 | 2× Gold2   | 22× Platin22   | —             | 14.820.000 | bpi.co.uk               |
| Insgesamt                                                                                    | 10× Silber10 | 69× Gold69 | 221× Platin221 | 10× Diamant10 |            |                         |